# Canaris (pel·lícula)
Canaris és una pel·lícula dramàtica d'Alemanya Occidental dirigida el 1954 per Alfred Weidenmann i protagonitzada per O. E. Hasse, Barbara Rütting i Adrian Hoven. Retrata fets reals durant la Segona Guerra Mundial quan el cap de l'Abwehr Wilhelm Canaris va ser arrestat i executat per la seva participació en el Complot del 20 de juliol per enderrocar Adolf Hitler. La pel·lícula va tenir un èxit important a la taquilla alemanya, possiblement perquè va permetre al públic identificar-se amb una heroica figura alemanya desvinculada del nazisme. Va ser estrenada al Regne Unit com a Canaris Master Spy, i als Estats Units com a Deadly Decision. Va ser rodada als Estudis Tempelhof de Berlín.

## Repartiment
- O. E. Hasse - Wilhelm Canaris
- Barbara Rütting - Irene von Harbeck
- Adrian Hoven - Capità Althoff
- Martin Held - Obergruppenfuehrer Heydrich
- Wolfgang Preiss - Coronel Holl
- Peter Mosbacher - Fernandez
- Charles Regnier - Baró Trenti
- Franz Essel - Beckmann
- Alice Treff - Fräulein Winter
- Herbert Wilk - Hauptmann Degenhard
- Klaus Miedel - André, Franz. Offizier
- Arthur Schröder - Herr von Harbeck
- Ilse Fürstenberg - Anna Lüdtke
- Arno Paulsen - Taxifahrer
- Nora Hagist - Luftwaffenhelferin

## Música
La banda sonora fou extreta de l'òpera Lohengrin, composta per Richard Wagner.

## Estrena
Canaris es va estrenar a Hannover el 30 de desembre de 1954. El distribuïdor va restar importància a qualsevol importància política a la pel·lícula i la va comercialitzar com la història d'un bon cristià alemany "la tragèdia humana reflecteix l'experiència de milions d'alemanys".

## Recepció
En general la pel·lícula va ser ben rebuda per la crítica, la premsa i el públic. La Deutsche Film- und Medienbewertung (FBW) la va reconèixer com a "especialment valuosa", i va ser guardonada amb un premi Bambi per ser la pel·lícula amb més èxit econòmic del 1955.
El retrat a la pel·lícula d'un "heroi tràgic" del període nazi s'ha descrit com a part de l'inici d'una onada de pel·lícules "interrogant el passat nacionalsocialista" als cinemes de l'Alemanya Occidental. També va rebre el Deutscher Filmpreis.